# Librairie de l'Art Catholique

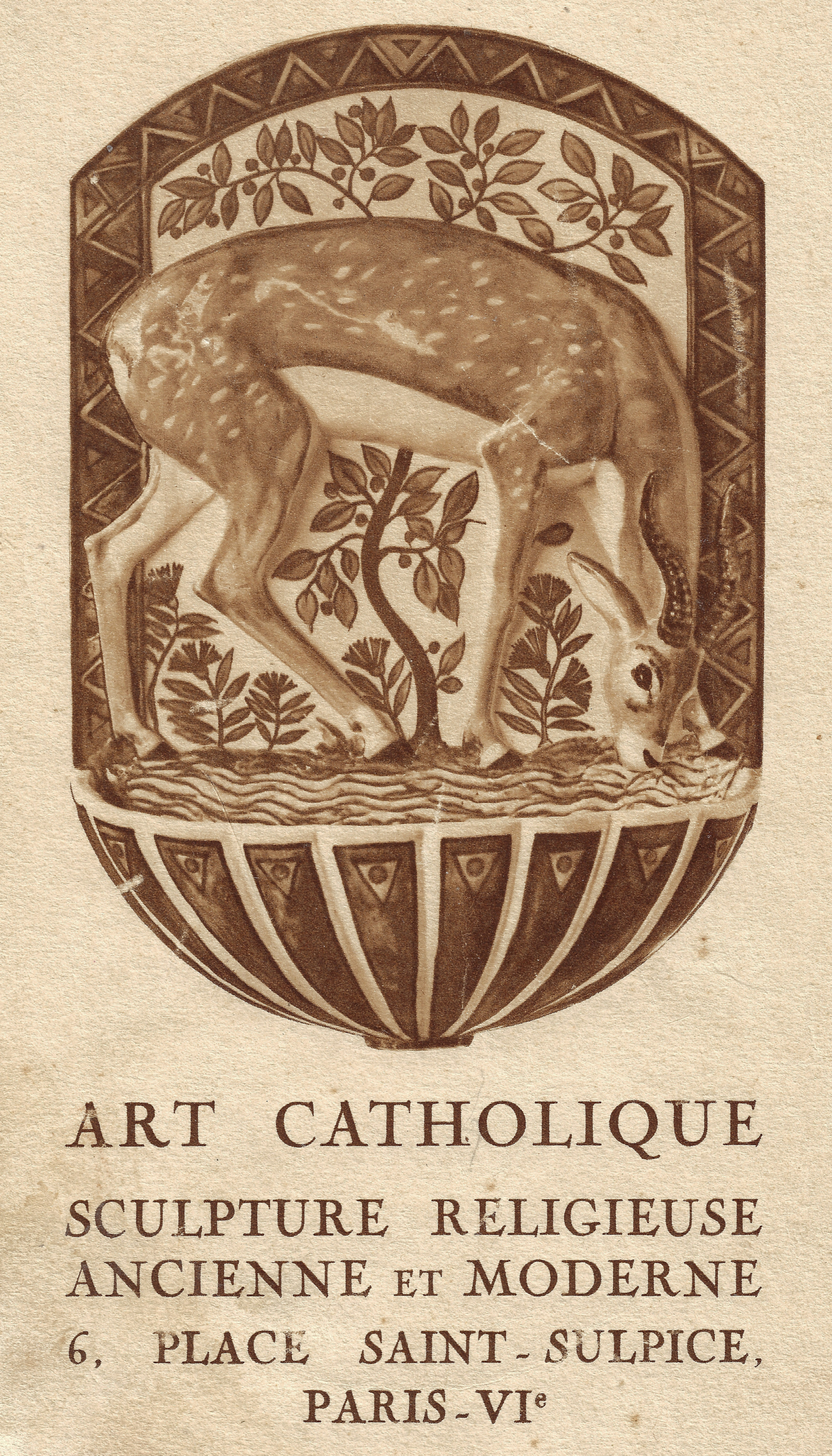
La Librairie de l'Art Catholique

La Librairie de l'Art Catholique ou Art Catholique est une ancienne maison d'édition et librairie catholique parisienne fondée par Louis Rouart en 1911,,,.
Elle édite des livres religieux chrétiens mais aussi des images et des sculptures anciennes et modernes. Ces dernières se veulent en rupture avec l'art sulpicien ou les académismes qui prévalaient jusqu'alors.
Elle joue un rôle important dans le renouvellement de l'art sacré dans la première moitié du XXe siècle.

## Historique
La maison d'édition située au 6 place Saint Sulpice à Paris est fondée en 1911 par Louis Rouart,, membre de la célèbre famille d'artistes et mécènes français Rouart. Ami de Maurice Denis, Rouart souhaite participer activement au renouvellement des idées et des formes artistiques du monde catholique.

### Œuvres et ouvrages imprimés
La maison édite des intellectuels catholiques contemporains comme Paul Claudel et Jacques Maritain ou encore des auteurs classiques comme Blaise Pascal.
Elle participe au développement du mouvement liturgique via la publication de la revue mensuelle « La vie et les arts liturgiques » dirigé par le R.P. Dom Besse. Louis Rouart fait partie du comité de direction.
Fidèle à sa vocation artistique, elle publie également des partitions musicales notamment des œuvres de Déodat de Séverac.

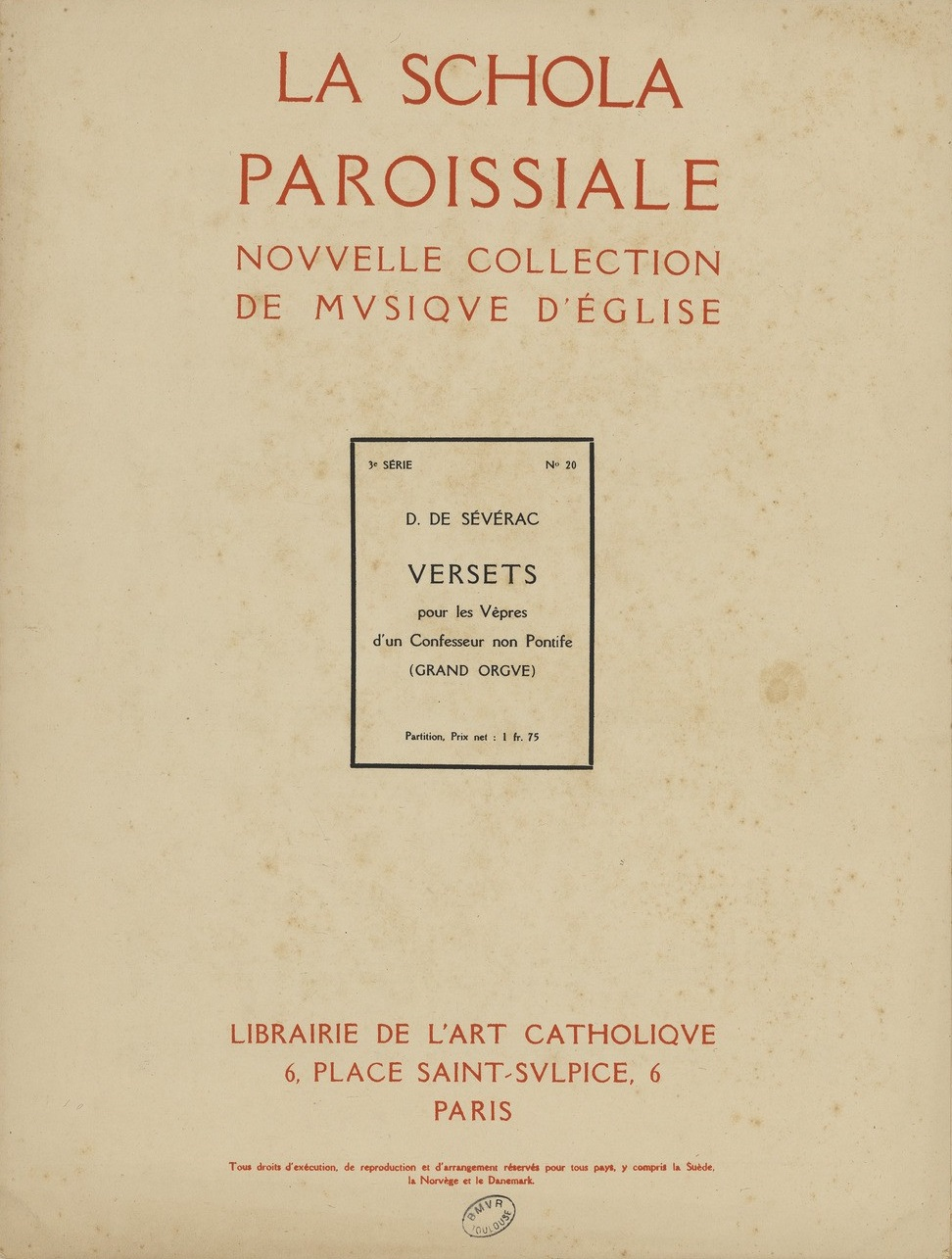
Versets pour les vêpres d'un confesseur non pontife de Séverac

### Arts graphiques

Dépliant publicitaire - Imagerie Religieuse série R

La maison édite d’abord des images religieuses ainsi que des moulages de maîtres anciens.
En 1923, Rouart acquiert un deuxième magasin parisien, rue de Mézières, entièrement destiné à la vente de sculptures et en 1924, il édite un premier catalogue mettant en avant des reproductions d'œuvres d'artistes contemporains, membres des Ateliers d’Art Sacré. Ces derniers venaient d’être créés en 1919 par Maurice Denis et George Desvallières pour favoriser l'émergence et la production d'œuvres d'art sacré à la fois modernes et de qualité.
La gamme des produits commercialisés s'étend ensuite au fur et à mesure des années et en 1935, la société édite un catalogue comportant 128 sculptures modernes et 88 sculptures anciennes.
Si les sculptures anciennes reproduites sont de toutes périodes, le XIXe siècle n’est représenté que par une seule sculpture. En effet, Louis Rouart et ses amis intellectuels considèrent ce siècle comme une période de décadence artistique où l’art authentique était quasi-absent et où les œuvres de qualité ne pouvaient être que méprisées par la population et les élites. Cette mentalité n’aura de cesse de progresser jusqu’à la fin des années 1960.
La Librairie de l’Art Catholique entre donc rapidement en concurrence, si ce n’est en guerre, avec les fabricants de statues et de mobiliers d’église de type sulpicien notamment la maison Raffl. Le succès de la Librairie de l’Art Catholique et des Ateliers d'Art Sacré incite paradoxalement les anciennes fabriques fondées au XIXe siècle à moderniser leurs œuvres et à faire appel à des artistes modernes.
Ce combat pour l'art est soutenu dans la revue L’Art Sacré (1935 – 1968) qui présente régulièrement des publicités pour la Librairie de l’Art Catholique,, ne manque pas d’en faire l’éloge et s’attaque à l’ « art de saint sulpice »,.

### La fin
Louis Rouart meurt en 1964 et la Librairie de l’Art Catholique semble fermer ses portes dans les années 1960.

## La fabrication en série: un étrange paradoxe
Les ateliers d’art sacré et les artistes y participant privilégiaient les œuvres uniques réalisées sur mesure pour le lieu de destination. La reproduction en série d’œuvres peut donc paraître paradoxale. Dans son livre de référence publié en 1927, Manuel d'art chrétien, Abel Fabre, prêtre assomptionniste et historien d'art, donne quelques explications :
Dans notre siècle de machinisme et de vie chère, l’édition mécanique est une nécessité sociale. On ne la prône pas ici pour elle-même, de préférence à la création directe, mais pour son avantage économique…Si nos éditeurs [de statues] publiaient, au lieu de modèles quelconques, les belles œuvres des maîtres contemporains, on ne voit pas le mal du système et l’on devine l’excellence du résultat. C’est pour obéir à une préoccupation de ce genre que L.Rouart a fondé « L’Art catholique » où l’imagerie imprimée se complète de sculpture moulée. Le Saint Joseph et la Sainte Geneviève de R. de Villiers sont des exemples capables de rallier le public le plus difficile à l’idée de séries. 
En définitive, il s'agit de renouveler l'art sacré en répandant une nouvelle esthétique moderne via la reproduction en série permettant d’obtenir des œuvres à prix abordable.

## Galerie d'oeuvres

## Les sculpteurs édités
Beaucoup d'œuvres anciennes reproduites sont anonymes notamment celles des époques romane et gothique. Néanmoins, plusieurs auteurs sont mentionnés dans les catalogues.

### Artistes anciens
- Andrea della Robbia
- Luca della Robbia
- G Della Robbia
- Benedetto da Majano
- Duccio
- Botticelli
- Donatello
- Verrocchio
- Jean de Bologne
- Giovanni Marchiori
- Schongauer

### Artistes contemporains
- Denis Fernand Py
- Léon-Ernest Drivier
- Charles Jacob
- Roger de Villiers
- Simone Callède
- Georges Desgrey
- Philippe Rouart
- Richard Guino
- Louis Barillet
- A.Beck Managetta
- Emma Thiollier
- Mademoiselle Bèclemichef
- Georges Saupique

#### Généralités
- Isabelle Saint-Martin, Répertoire des catalogues du mobilier et des objets religieux du XIXème et XXème siècle., MCC SDARCHETIS, octobre 2008 (lire en ligne)
- David Haziot, Le roman des Rouart - Une famille de collectionneurs 1850-2000, Fayard, 2012, 428 p. (ISBN 978-2213668581, lire en ligne), chap. 10 (« Louis, l'anarchiste aux cheveux d'or »)
- Bernard Berthod, Elisabeth Hardouin-Fugier, Gaël Favier (préf. Alain Erlande-Brandenburg), Dictionnaire des arts liturgiques, Frémur éditions, 2015, 512 p. (ISBN 979-10-92137-05-7)
- Pauline Carminati, "L’édition au service du renouveau de la sculpture religieuse ? Louis Rouart et les Ateliers d’art sacré", présentation de l'intervention au colloque "De la Reconstruction au renouveau esthétique : Rêves et réalités des Ateliers d’art sacré (1919-1947)", HISTARA (EPHE, PSL), INHA, 29-30 novembre 2019, 10 p. (lire en ligne)
- Isabelle Saint-Martin (dir.), Fabienne Stahl (dir.) et Pauline Carminati, Les Ateliers d’art sacré (1919-1947). Rêves et réalités d’une ambition collective, Rome/Paris, Campisano/Hermann, 2023, 408 p. (ISBN 979-12-80956-41-5 et 979-1-0370-3202-7), « L’édition au service du renouveau de la sculpture religieuse ? Louis Rouart et les Ateliers d’art sacré », p. 111-120
- Pauline Carminati (préf. Isabelle Saint-Martin, postface Philippe Boutry), Le Paradis en boutique - L'édition de sculptures religieuses au XIXe siècle, Presses Universitaires de Rennes, 2024, 364 p. (ISBN 978-2-7535-9471-5), chap. 10 (« Le crépuscule des idoles »)

#### Catalogues/Albums commerciaux anciens
Un catalogue est désormais accessible en ligne :
- Art Catholique - Sculpture religieuse ancienne et moderne, vers 1935 (lire en ligne)